# Schoteroog
Schoteroog is een recreatiegebied in de Schoteroog en Veerpolder in de Nederlandse gemeente Haarlem en gelegen aan de Mooie Nel. Het park ligt op de locatie van een oude gemeentelijke afvalstortplaats. Vanwege gelijkenis met de heuvels uit de gelijknamige televisieserie staat het park informeel bekend onder de naam 'Teletubbieberg'.

## Stortplaats
De vuilstortplaats Schoteroog, tevens bekend als vuilstortplaats Waarderpolder, was een gemeentelijke stortplaats die in gebruik was tussen 1972 en 1998. De stortplaats was bedoeld voor grof afval, en had vanwege haar lage prijsstelling een aanzuigende werking op aanbieders van afval uit naburige gemeenten. 
De gemeentelijke stortplaats is gesaneerd in de periode 2003-2004. Hiertoe is een verticale damwand aangebracht en is de stortplaats van een bovenafdichting voorzien. Uit het afval wordt groen gas gewonnen.
De locatie is als eerste stortlocatie in Nederland afgedicht met een nieuwe techniek, Geologger genaamd. Dit systeem gebruikt elektrodes boven en onder de bovenafdichting om de aanwezigheid en exacte locatie van lekken te ontdekken. Dit maakt Schoteroog tot een veilige plek om te recreëren.

## Recreatiegebied
Het recreatiegebied maakt onderdeel uit van Spaarnwoude Park, een groot recreatiegebied tussen Schiphol, de haven van Amsterdam en Haarlem/Velsen. Het gebied bevat fiets-, wandel-, en ruiterpaden. Aan de noordoostzijde van het gebied bevinden zich horeca, een padvindersgroep en een roei- en zeilvereniging. Bij oostenwind biedt het park de mogelijkheid tot paragliding.
Naast de vuilstort werden in ca. 1992 vier 40-meter hoge windmolens gebouwd. Deze zijn na 22 jaar gebruik in 2014 uitgeschakeld. In 2021 begon een discussie rond de vervanging van deze windmolens. Bij deze discussie speelt o.a. wetgeving rond het beperken van de hoogte van bebouwing in de buurt van Schiphol een rol. Gelijktijdig zijn er plannen de oostzijde van het terrein te voorzien van zonnepanelen. 

## Galerij

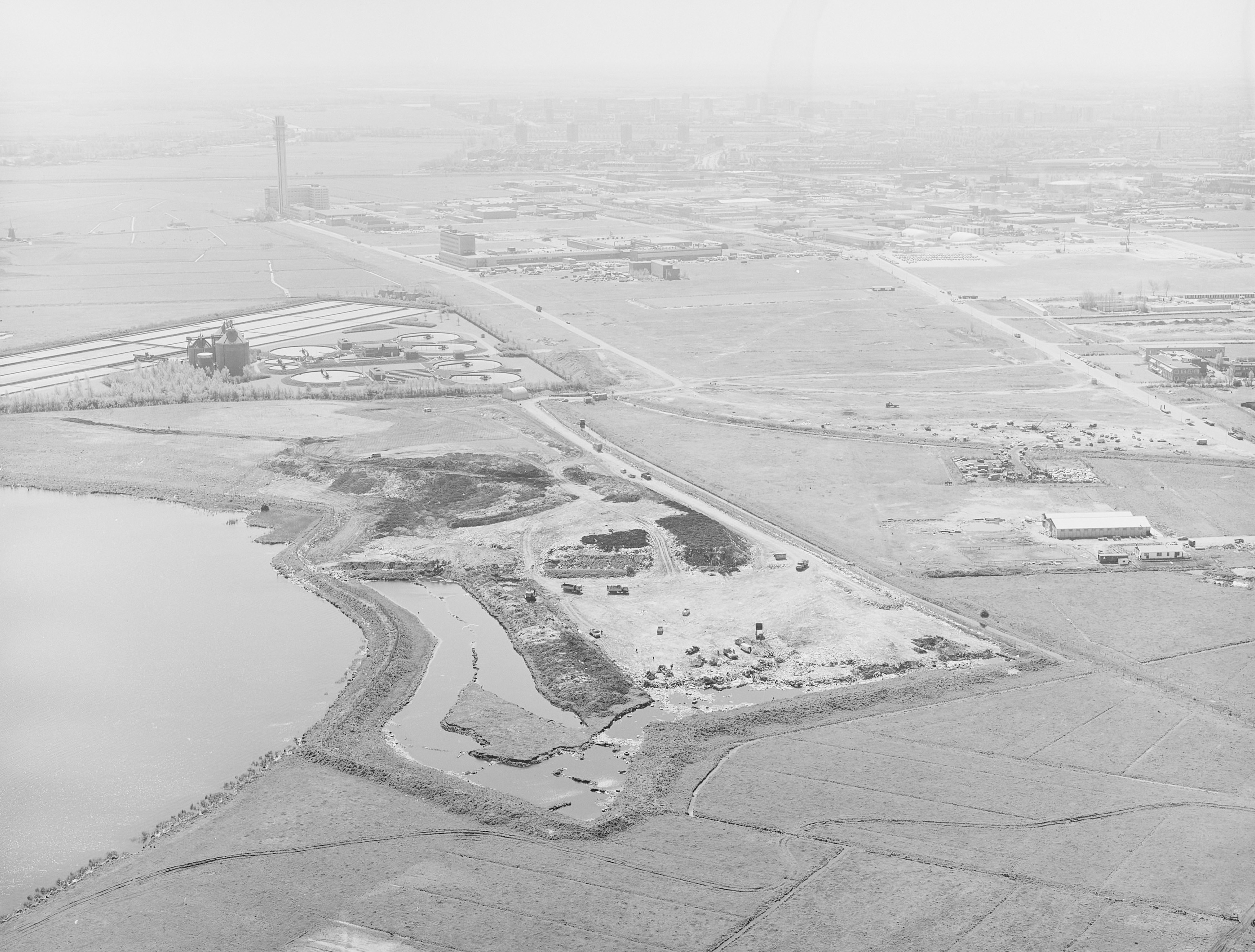
Luchtfoto vuilstortplaats in 1975
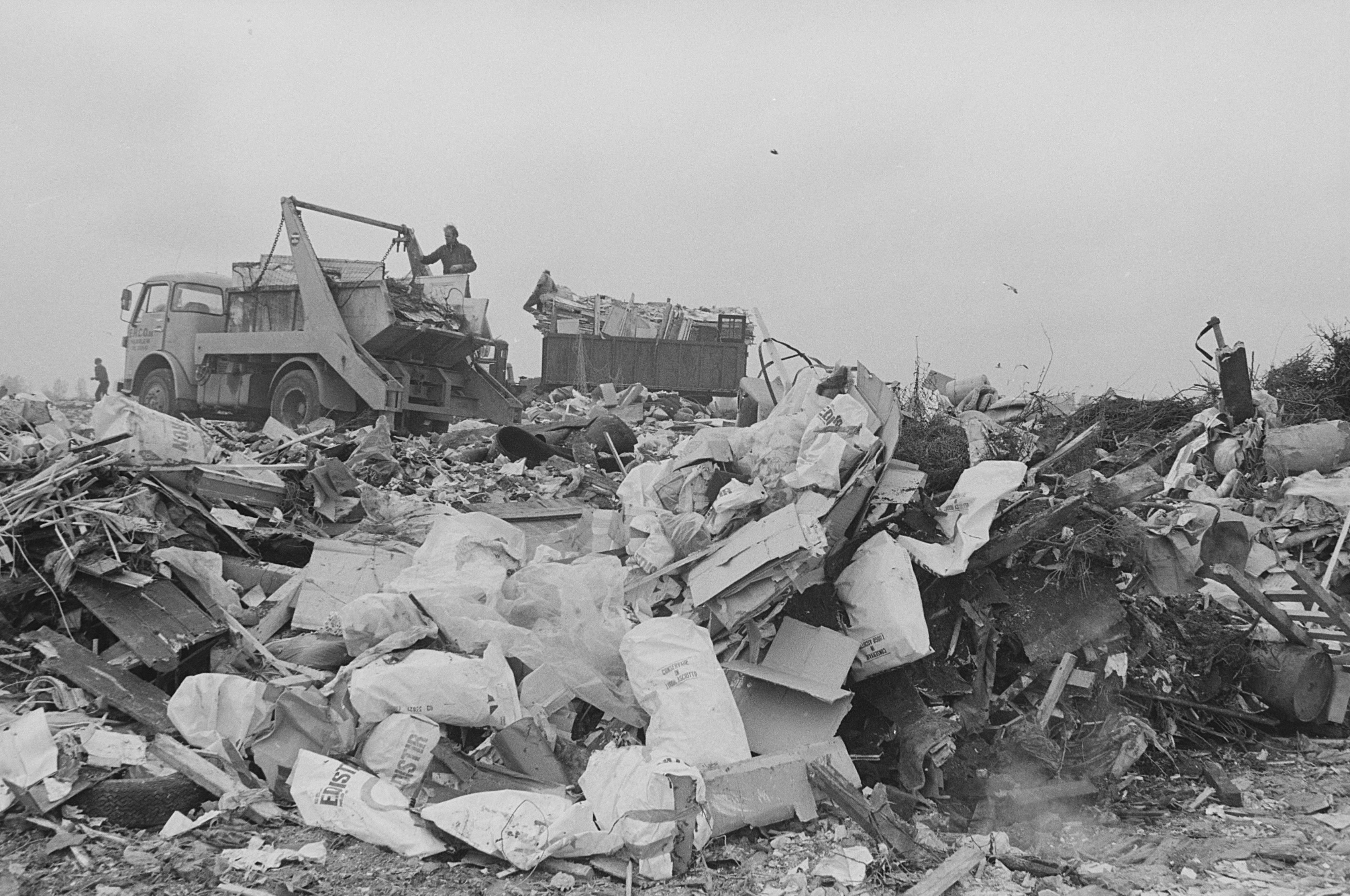
Vuil wordt gestort, in 1977
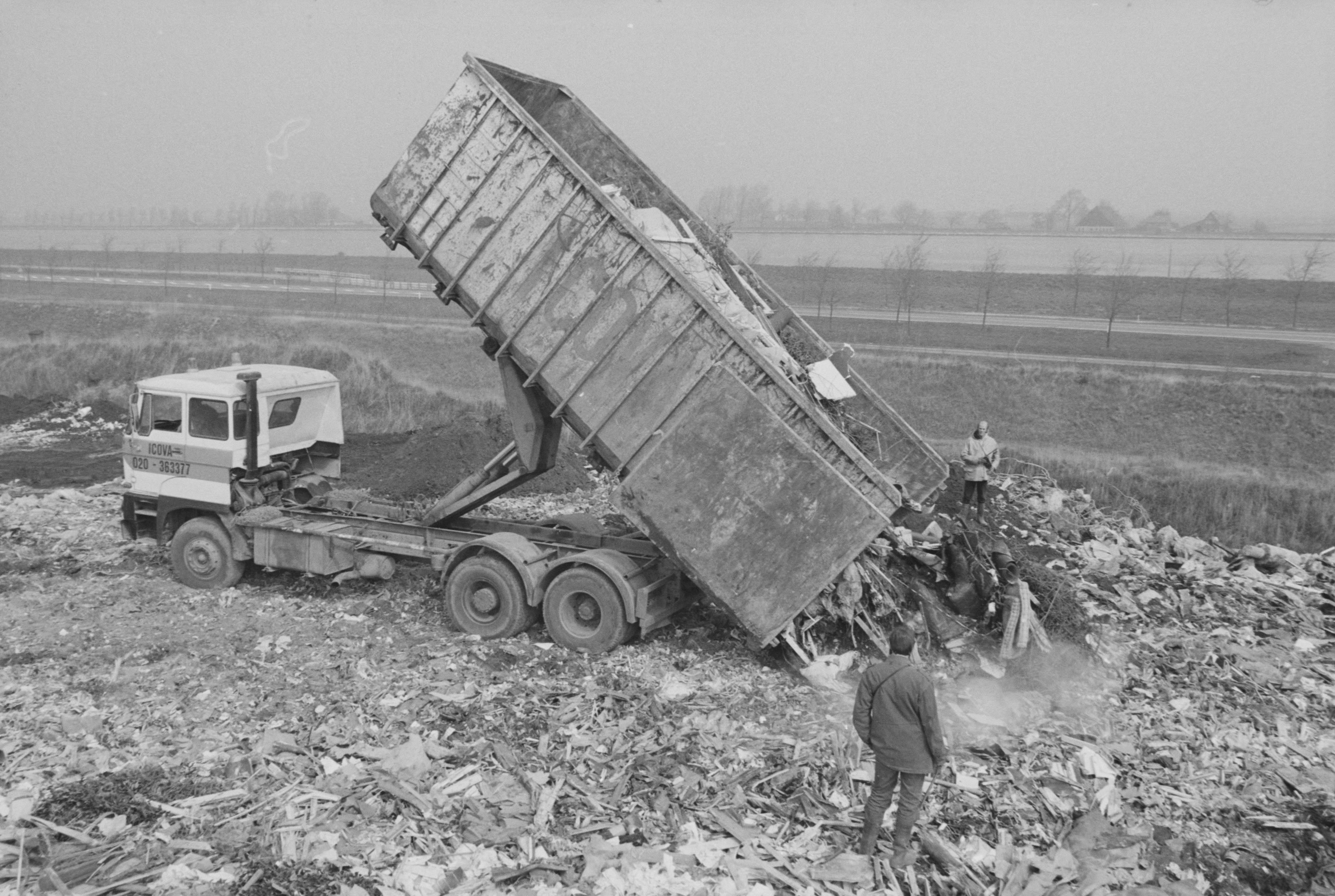
Vuiniswagen, in 1981
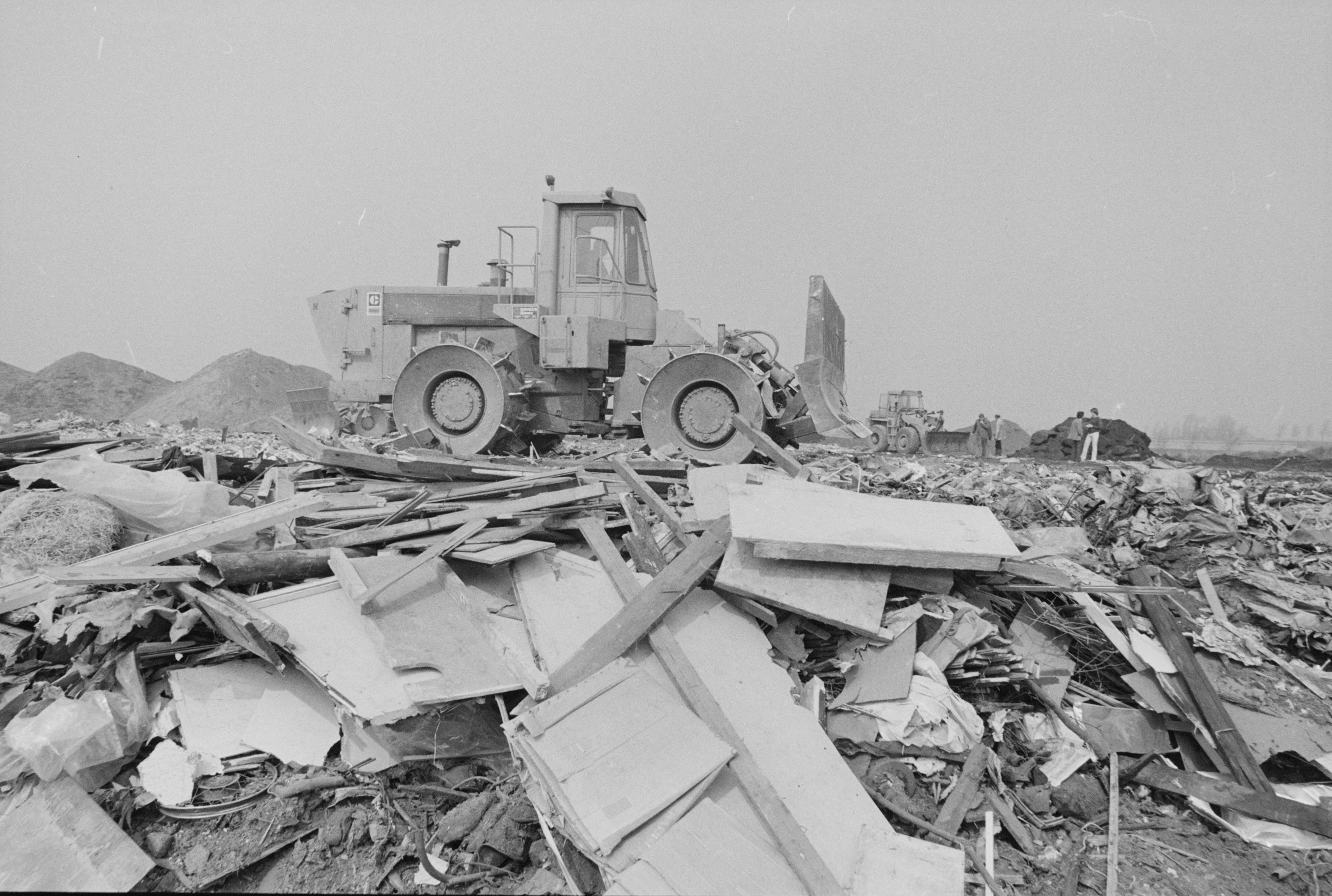
Bulldozer, in 1981
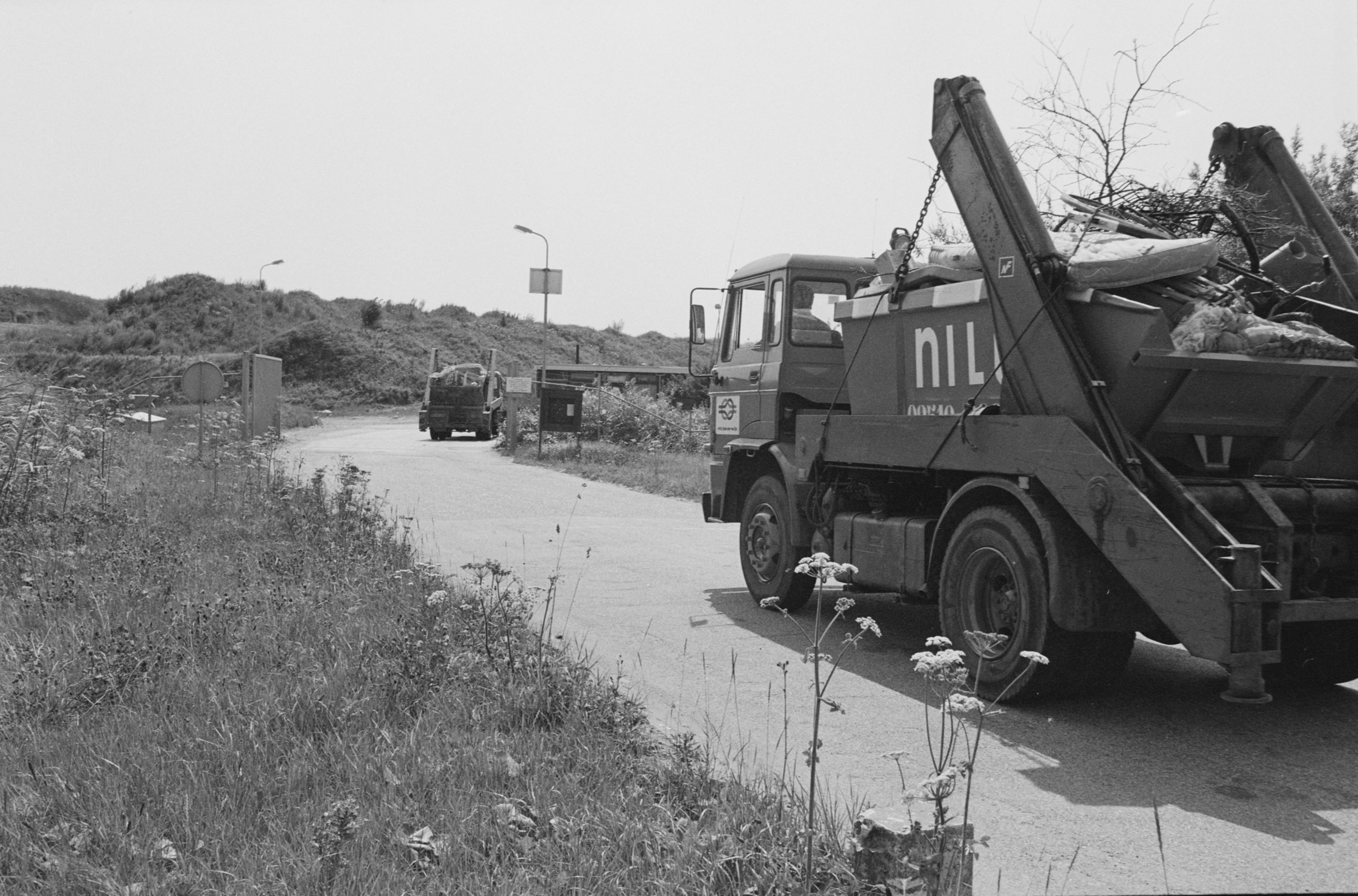
Toegangspoort van de Vuilstortplaats in 1982
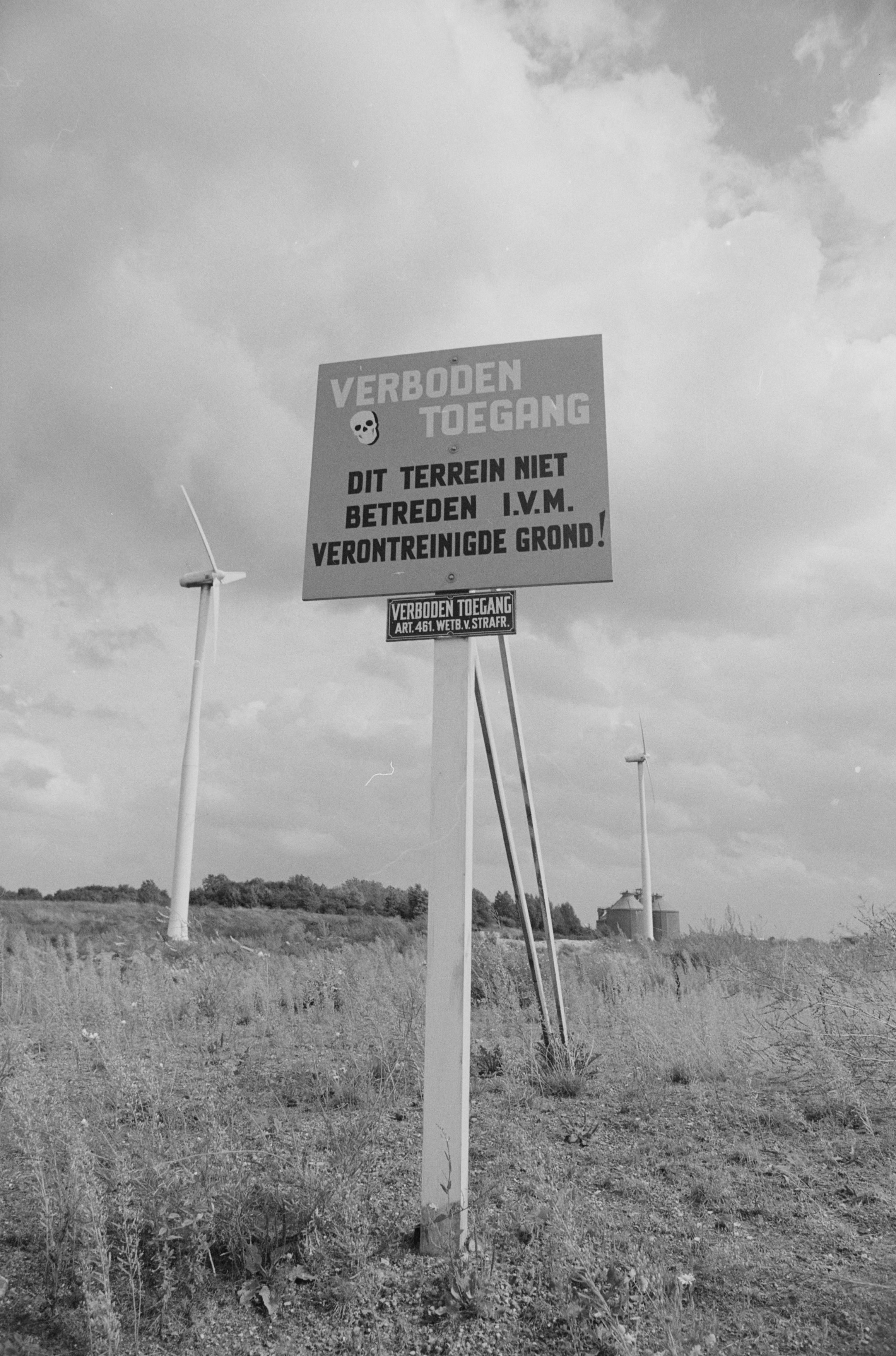
Verboden toegangsbord op de vuilstortplaats in 1992
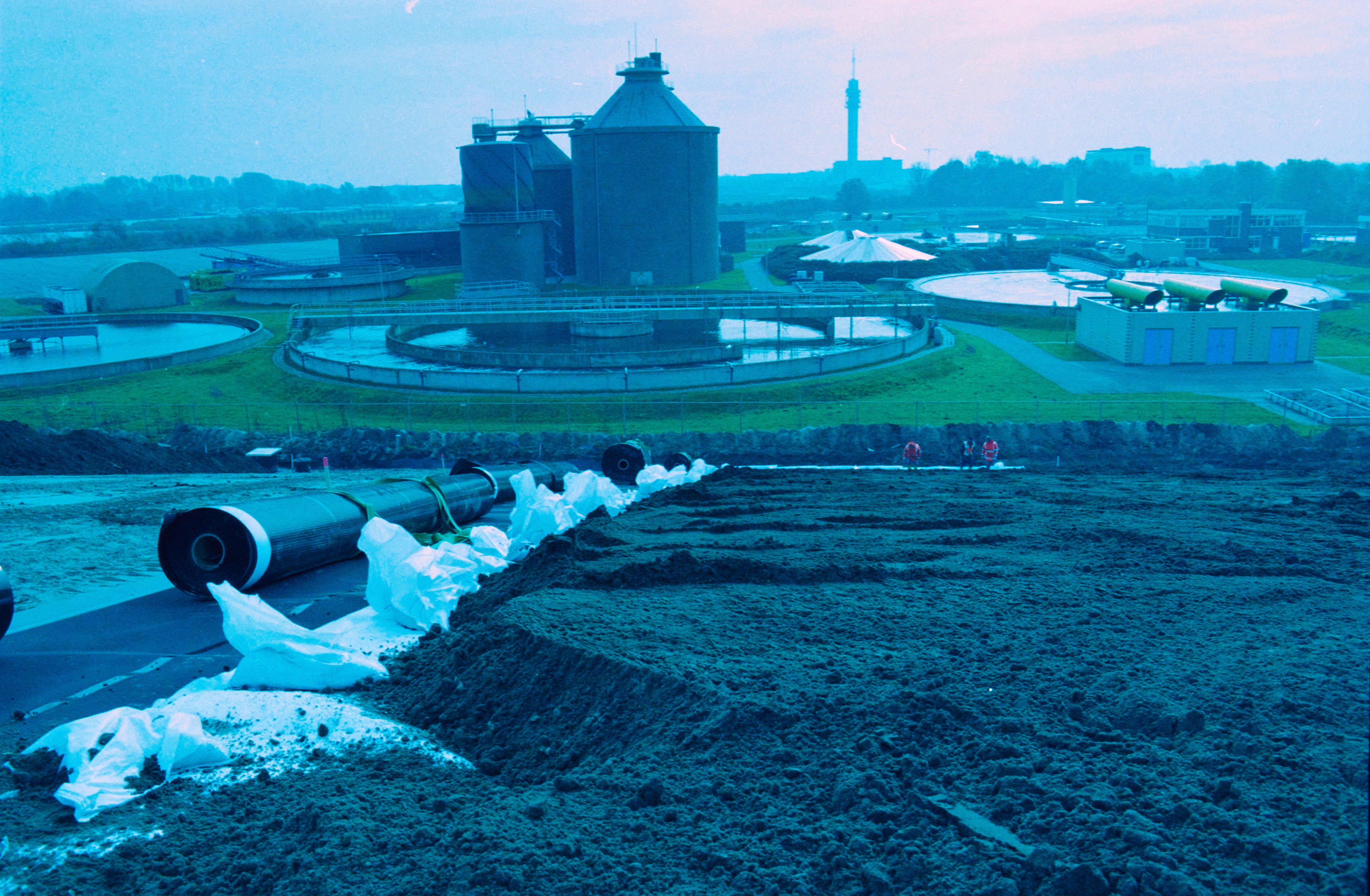
Aanbrengen afdeklaag in 2003
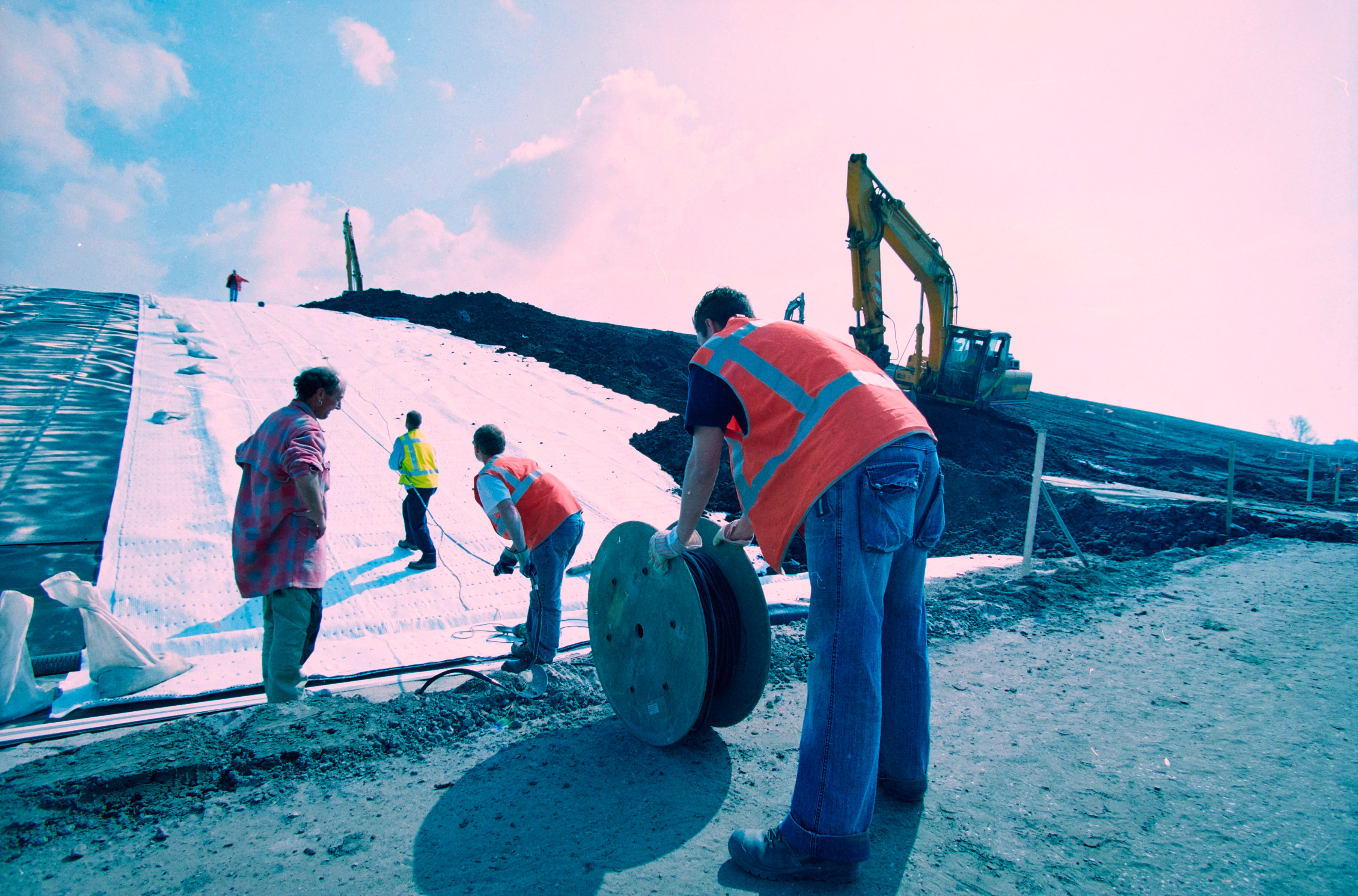
Afdekken vuilstortplaats in 2004
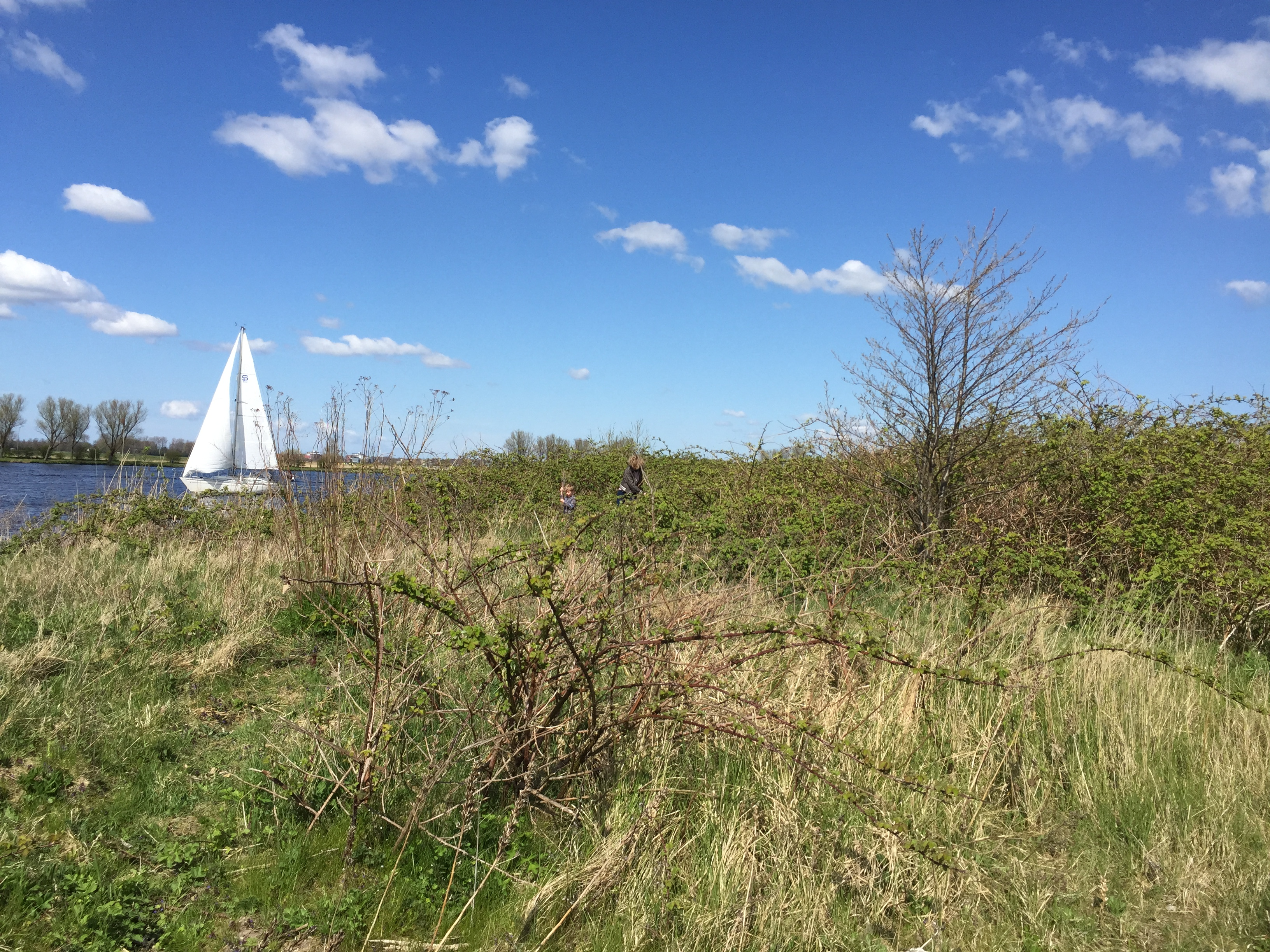
Park Schoteroog met uitzicht op Spaarne / Mooie Nel
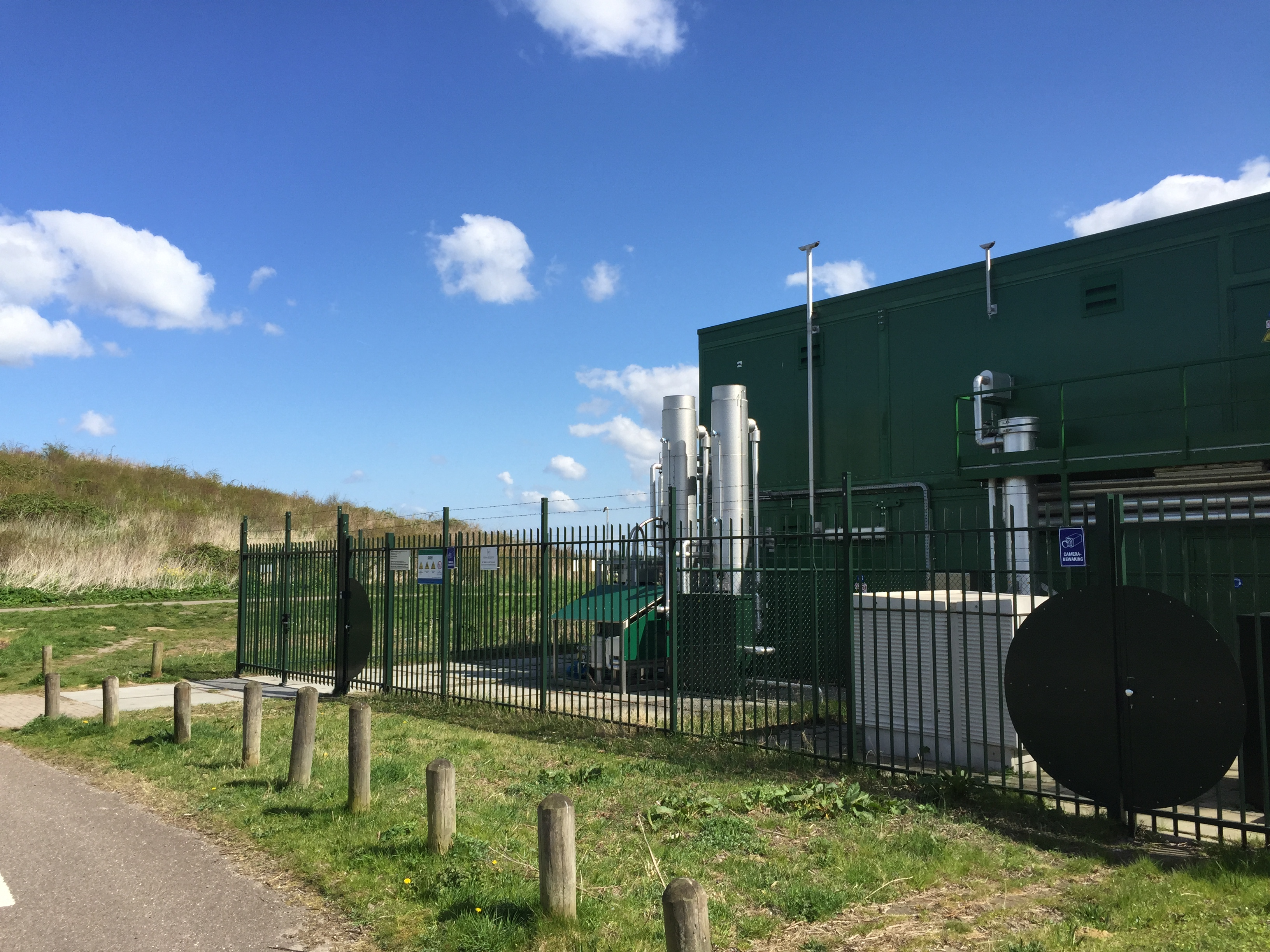
Groengaswinning
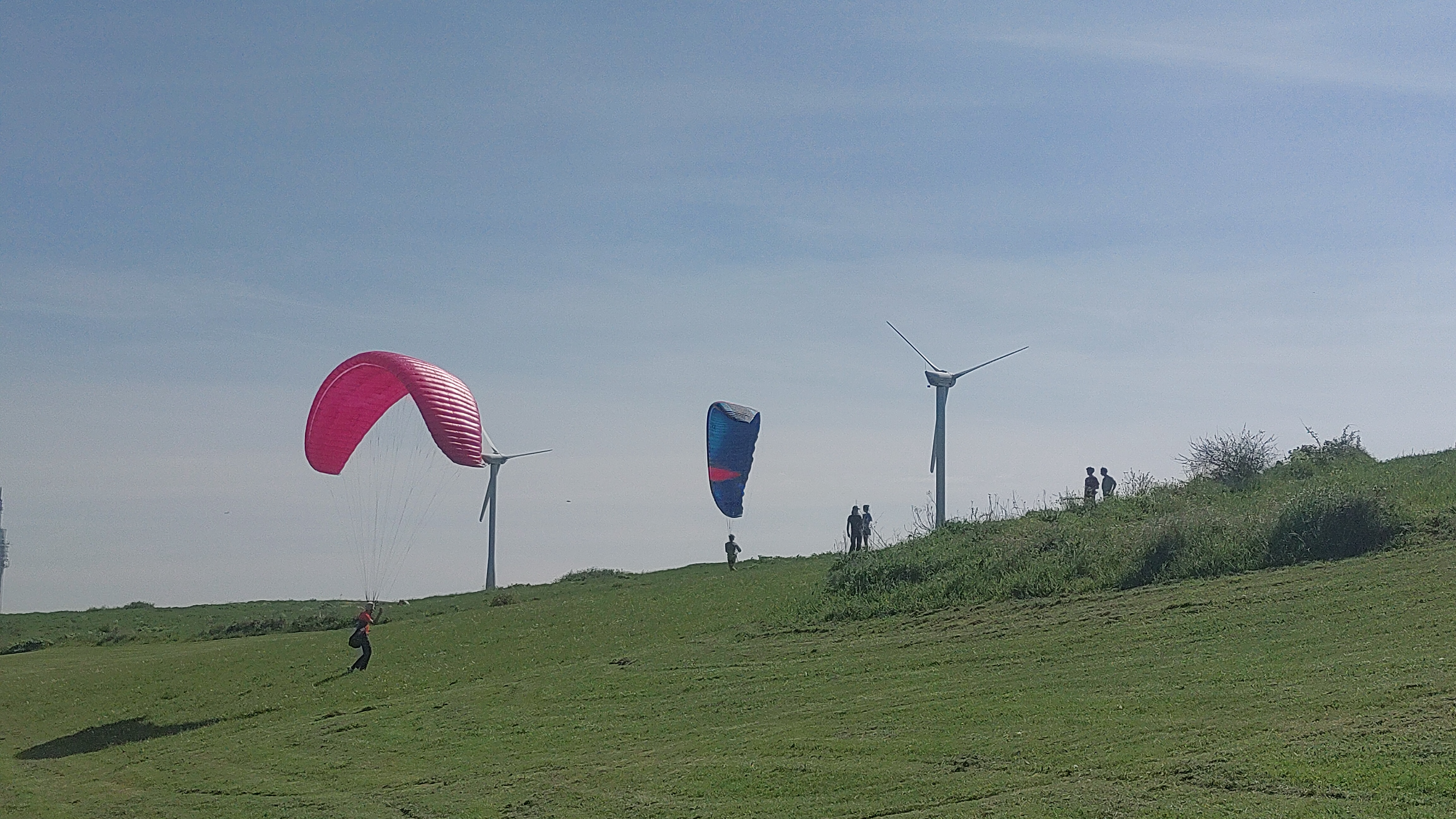
Paragliding op Schoteroog in Haarlem